# نادي سرقسطة لكرة السلة
نادي سرقسطة لكرة السلة (بالإسبانية: Club Baloncesto Zaragoza)‏ هو فريق كرة سلة إسباني تأسس في سنة 1981 يقع في سرقسطة، منطقة أرغون. لعب في الدوري الإسباني لكرة السلة. ويوجد فريق آخر في نفس المدينة باسم باسكت سرقسطة 2002.

## وصلات خارجية
- الموقع الرسمي